# L'Aquila
L'Aquila je italské město v oblasti Abruzzo a zároveň jeho hlavní město, správní středisko stejnojmenné provincie.
Bylo založeno v roce 1230 jako Aquila (orel), v roce 1861 bylo přejmenováno na Aquila degli Abruzzi a v roce 1939 dostalo svůj nynější název. V roce 2009 bylo město těžce poničeno zemětřesením.

## Vývoj počtu obyvatel
Počet obyvatel

## Zemětřesení
Město bylo již mnohokrát v historii zasaženo zemětřesením (mj. v letech 1315, 1349, 1452, 1501, 1646, 1703). Zatím poslední zemětřesení o síle 6,3 Richterovy škály proběhlo 6. dubna 2009. Vyžádalo si životy až 298 lidí a více než 1000 lidí bylo zraněno. Kolem 30 tisíc lidí přišlo o své domovy, poškozeno bylo až 15 000 budov (včetně staveb historické hodnoty).

## Partnerská města
- Baalbek, Libanon
- Bernalda, Itálie
- Bistriţa, Rumunsko
- Cuenca, Španělsko
- Hobart, Austrálie
- Rottweil, Německo
- York, Kanada
- Zelená Hora, Polsko

## Galerie

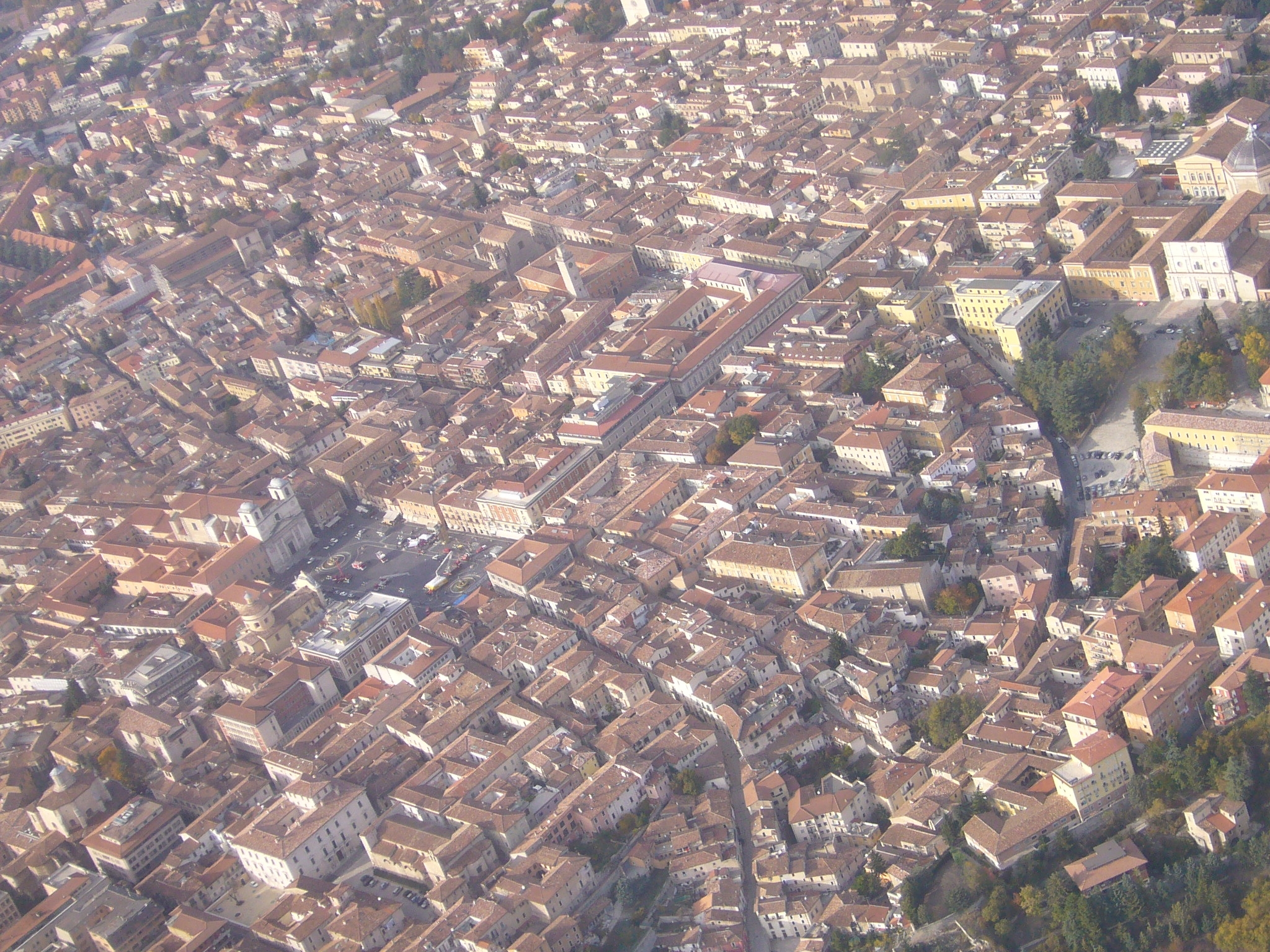
Letecká fotografie centra L'Aquily
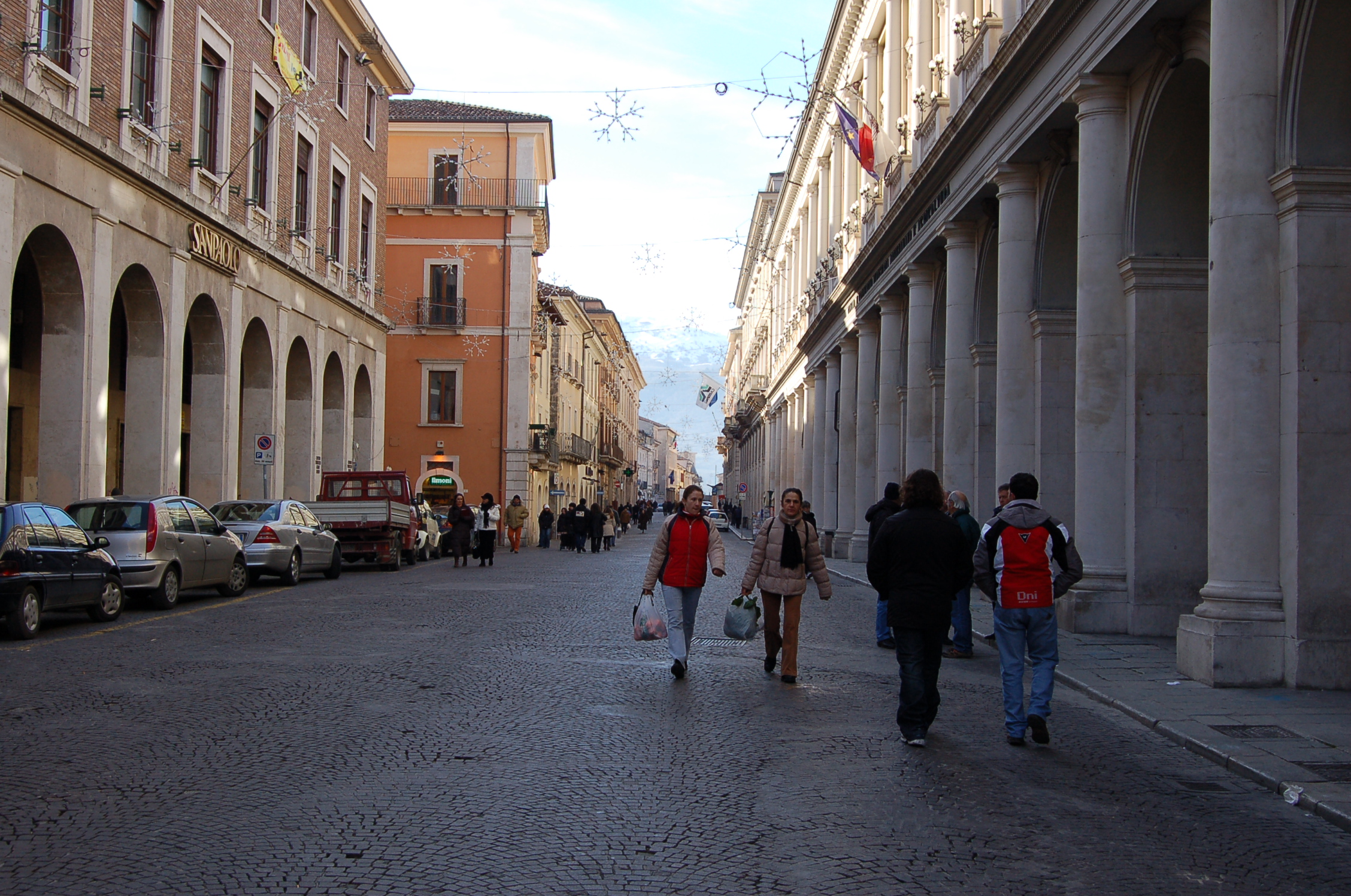
Ulice v centru města
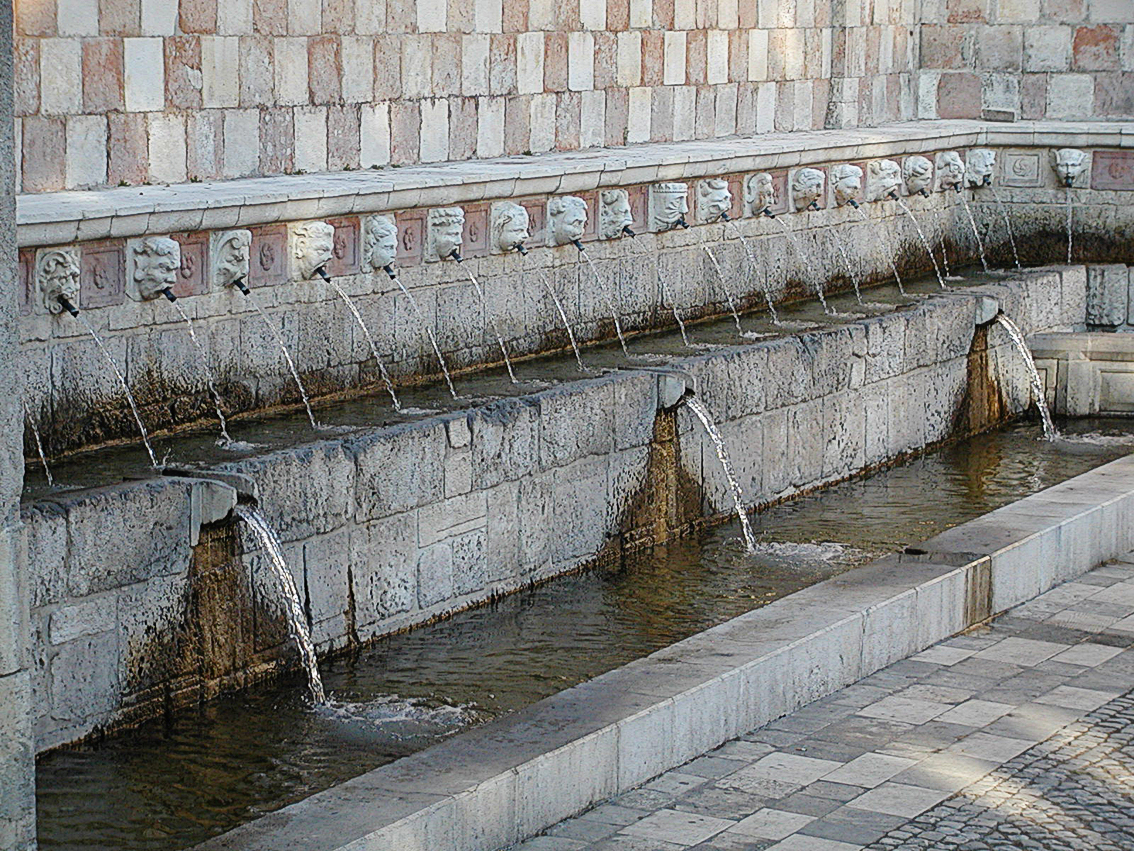
Fontána
Kostel Santa Maria di Collemaggio
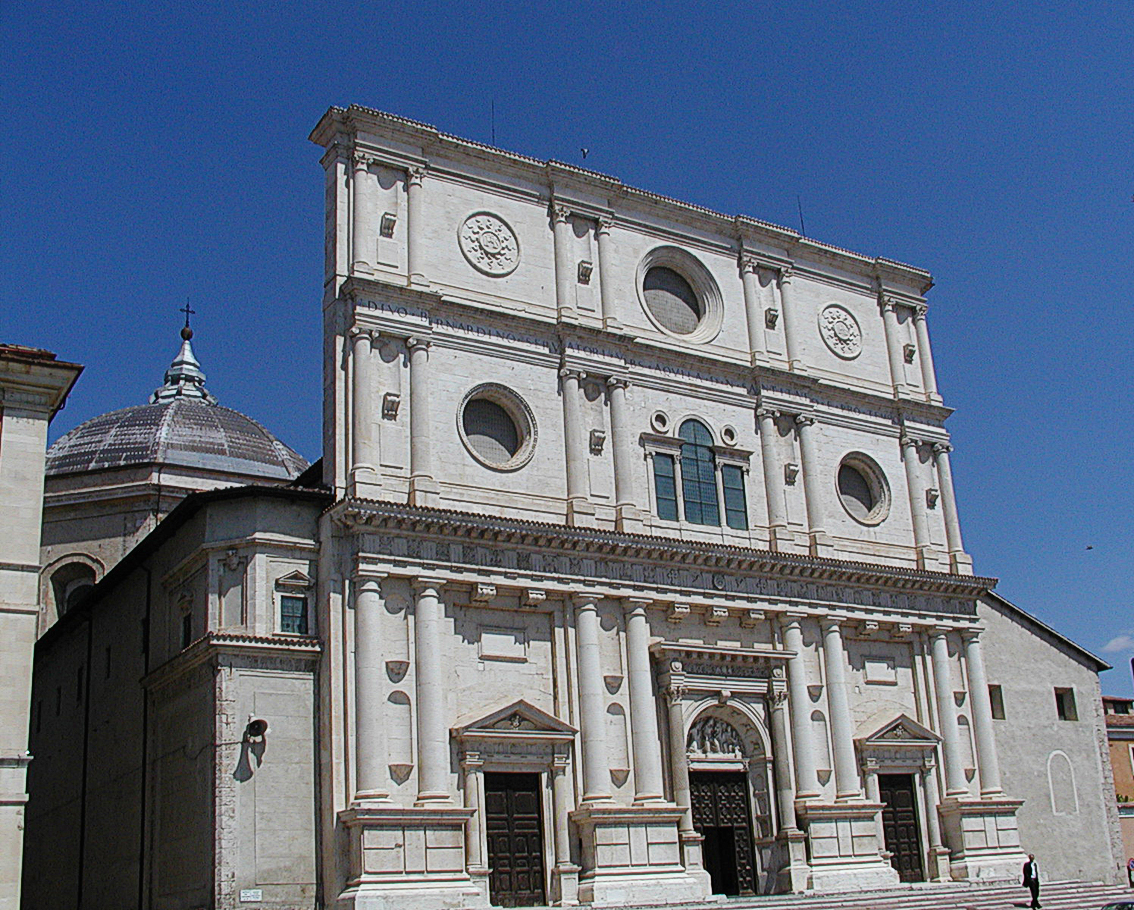
Kostel San Bernardino
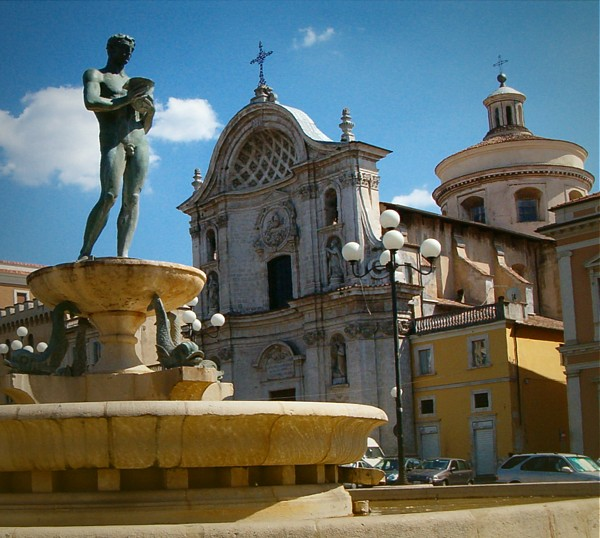
Kostel Santa Maria del Suffragio
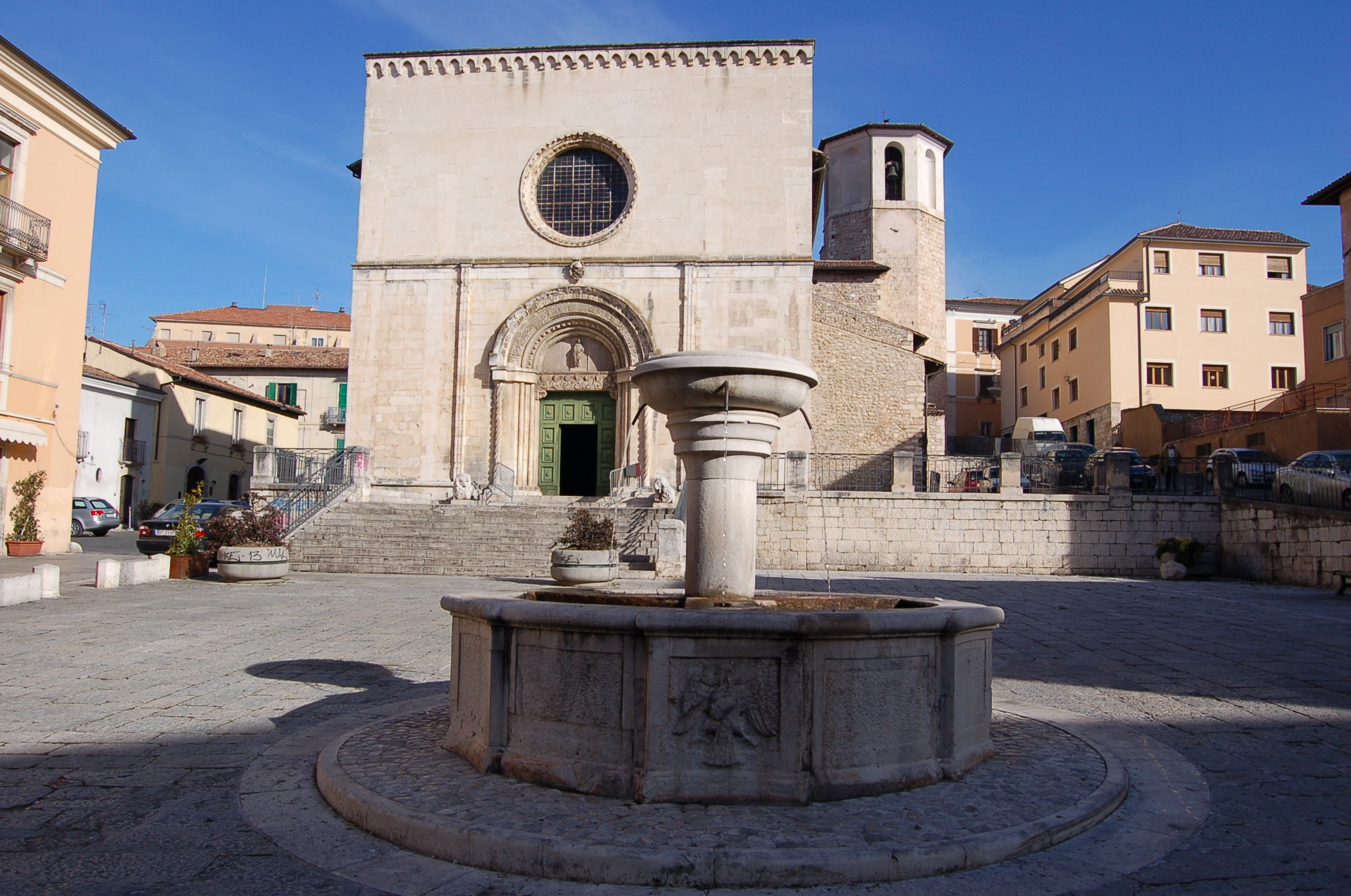
Kostel San Pietro a Coppito
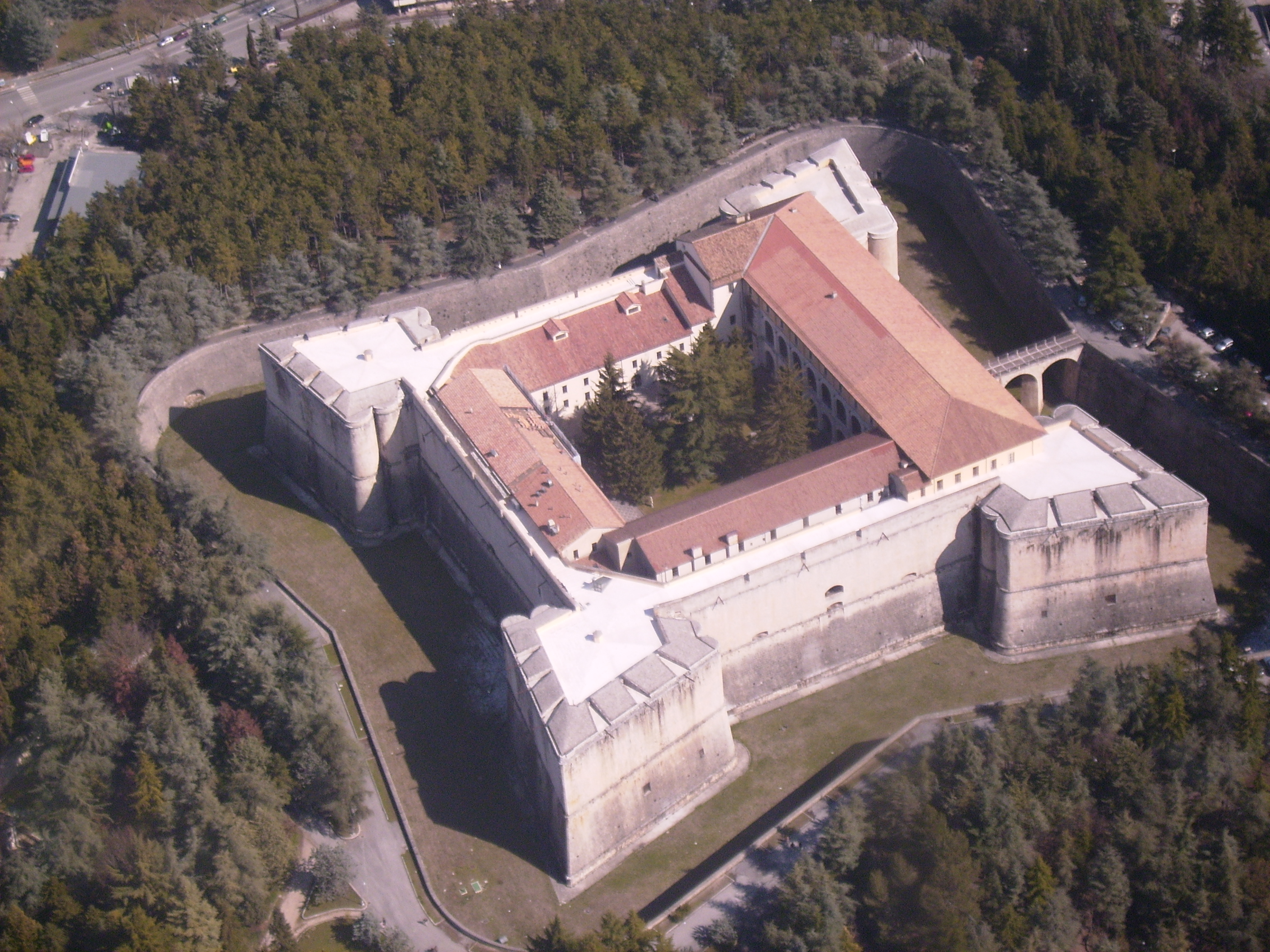
Hrad
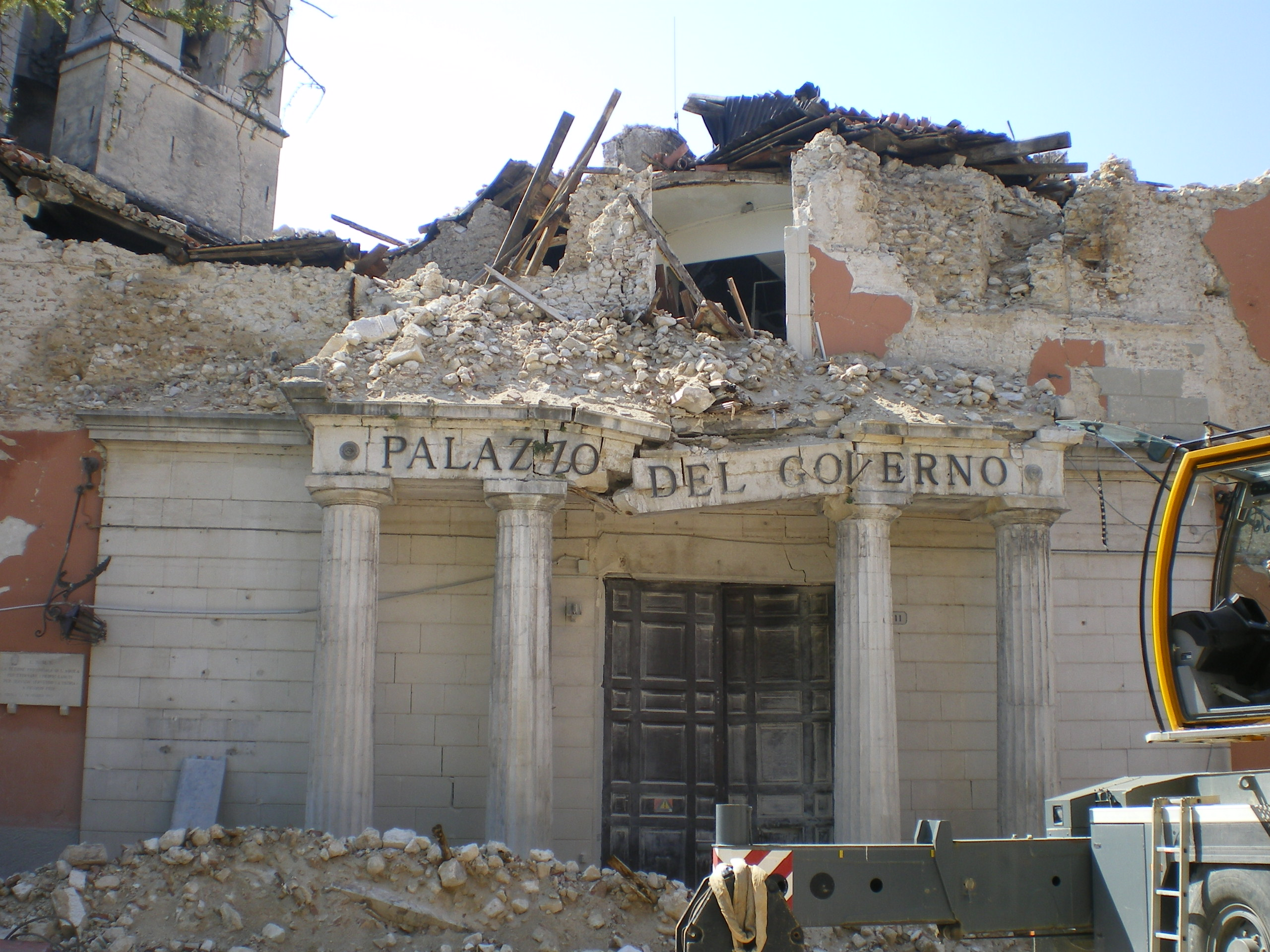
Budova poškozena zemětřesením